# Simontorps säteri

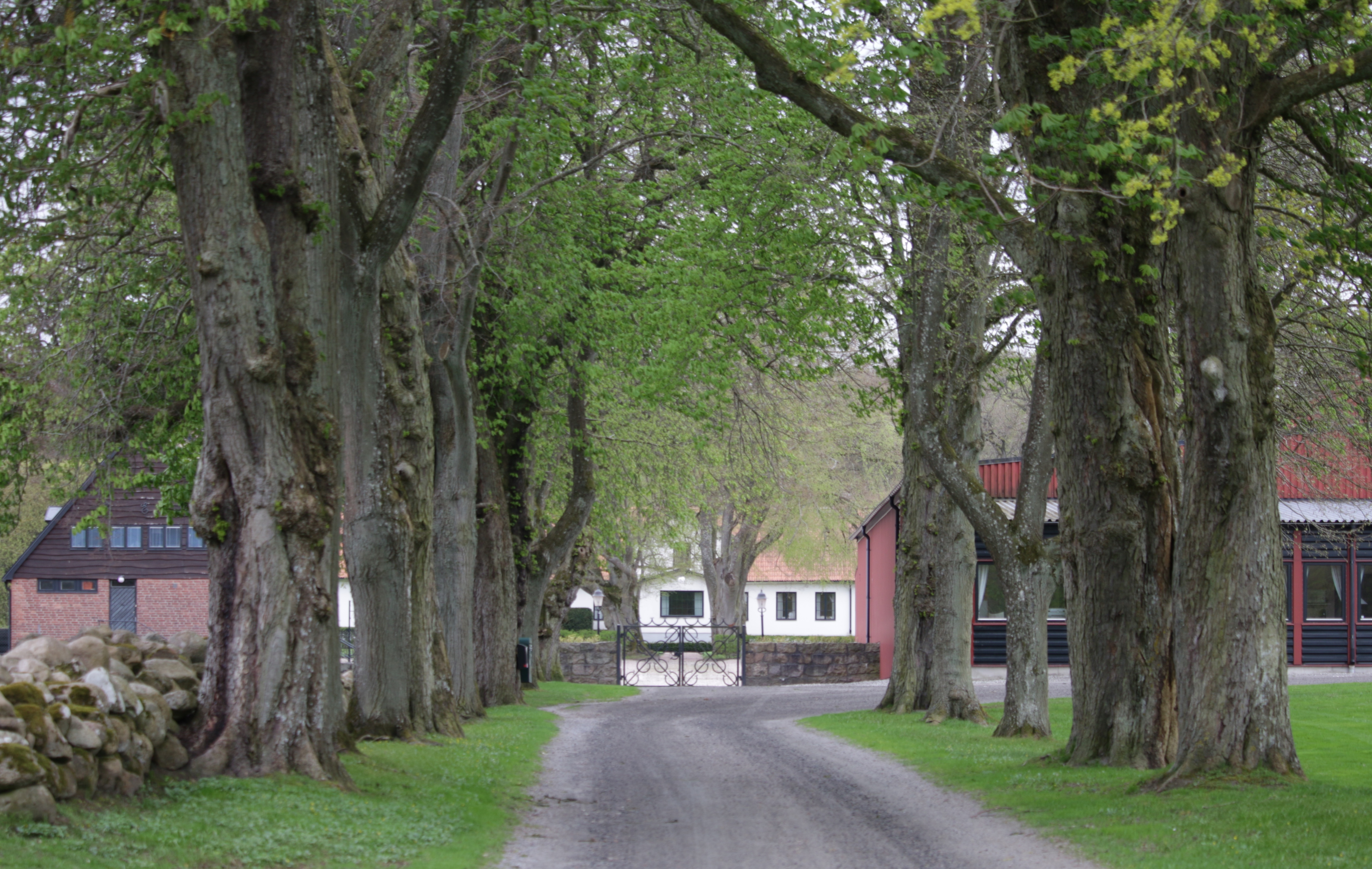
Simontorps allé

Simontorps säteri är en herrgård nära Blentarp i Blentarps socken i Sjöbo kommun i Skåne.
Egendomen har anor från 1500-talet. Huvudbyggnaden uppfördes på 1700-talet, men dess nuvarande utformning härrör från en restaurering på 1860-talet.
Ruben Rausing, grundaren av Tetra Pak, köpte Simontorp 1941 och han tog personligen initiativ till mycket av den verksamhet som därefter präglat Simontorp. Säteriet omfattar i dag 750 hektar och har en mångskiftande verksamhet, där utveckling inom jordbruk, skog, vilt, vattenbruk och vattenbehandling dominerar. På säteriet fanns en av Sveriges största anläggningar för odling av akvariefisk, och det finns även en kräftodling. I skogarna finns ett stort vilthägn med kronhjort och vildsvin.